# Adolf Rosenberger
Pour les articles homonymes, voir Rosenberger.
 (avril 2011).
Si vous disposez d'ouvrages ou d'articles de référence ou si vous connaissez des sites web de qualité traitant du thème abordé ici, merci de compléter l'article en donnant les références utiles à sa vérifiabilité et en les liant à la section « Notes et références ».
Adolf Rosenberger, également connu sous le nom de Alan Arthur Robert, né le 8 avril 1900 à Pforzheim en Allemagne et mort le 6 décembre 1967 en Californie, est un homme d'affaires et un pilote automobile allemand, puis américain.

## Biographie
Pilote automobile durant les années 1920, il s'engage sur des Mercedes,  signe quelques records et remporte plusieurs succès notamment sur l'Avus, le circuit de Solitude en 1924 et en 1925, et aux courses de côte du Kasseler Herkules Hillclimb (quatre succès consécutifs de 1924 à 1927, avec divers modèles), du Klausenpassrennen et du Semmering (les deux en 1927). Au Grand Prix d'Allemagne 1926 il est victime d'un accident dans lequel trois chronométreurs perdent la vie. En 1927 il gagne aussi la Course de côte du Schauinsland.
En 1931, il offre un appui financier à Ferdinand Porsche et au Dr Anton Piëch (en) pour fonder Porsche GmbH. La société engage des travailleurs déjà connus de Porsche et Piëch, ainsi que le chef designer Karl Rabe (en). Adolf Rosenberger est partie prenante du projet puisqu'il participe à la création des Auto Union. Il se rapproche des choix de Ferdinand Porsche et choisissant un moteur en position centrale arrière pour les voitures.
En dépit de ses contributions au développement de l'automobile et du sport automobile allemand, il est arrêté en tant que juif pour crime racial (Rassenschande) lorsqu'Adolf Hitler prend le pouvoir. Il est emprisonné à la KZ Schloss Kislau, près de Karlsruhe. Il est relâché, apparemment grâce aux efforts de son ami Porsche, mais, est forcé de quitter l'Allemagne immédiatement. Il émigre d'abord en France, puis au Royaume-Uni. Il représente dans ces deux pays les intérêts de Porsche GmbH. En 1939, il émigre aux États-Unis dont il obtient la nationalité en 1944 sous le nom de Alan Arthur Robert. Il s'installe en Californie où il s'implique dans le sport automobile et le business automobile. Il meurt en Californie en 1967.
Sous l'Allemagne nazie, le rôle de nombreux Juifs dans le développement de l'automobile, tels qu'Adolf Rosenberger, Josef Ganz, Siegfried Marcus ou Edmund Rumpler a été effacé de l'histoire.

## Source de traduction
- (en) Cet article est partiellement ou en totalité issu de l’article de Wikipédia en anglais intitulé « Adolf Rosenberger » (voir la liste des auteurs).